# مليكة إيبك يالوفا
مليكة إيبك يالوفا (بالتركية: Melike İpek Yalova) ممثلة تركية، مواليد في عام 29 مايو 1984. اشتهرت  بدور «الأميرة إزابيل» في مسلسل حريم السلطان.

## أعمالها

### مسلسلاتها
- 2011 - حريم السلطان بدور الأميرة إزابيل
- القبضاي

2021- السجين

## وصلات خارجية
- مليكة إيبك يالوفا على موقع IMDb (الإنجليزية)
- مليكة إيبك يالوفا على موقع روتن توميتوز (الإنجليزية)
- مليكة إيبك يالوفا على موقع قاعدة بيانات الأفلام العربية
- مليكة إيبك يالوفا على موقع قاعدة بيانات الفيلم (الإنجليزية)
- مليكة إيبك يالوفا على موقع كينوبويسك (الروسية)